# Gävle
Gävle è una città della Svezia centrale (contea di Gävleborg), capoluogo della municipalità omonima.
La città è una delle più antiche del nord svedese, avendo ricevuto lo status di città nel 1446.

## Geografia e clima
Gävle è situata sul mar Baltico presso la foce del fiume Dalälven. Il clima è analogo a quello della Svezia centrale: a gennaio la temperatura media è di −5 °C, a luglio 17 °C. Le precipitazioni annue assommano a 600 mm.

## Sport

### Calcio
La squadra principale della città è il Gefle Idrottsförening.

### Hockey su ghiaccio
Il Brynäs IF è uno tra i club più vincenti del paese, con i suoi 13 titoli nazionali conquistati.